# Тетивни четвороугао
Тетивни четвороугао је сваки четвороугао за кога важи да се око њега може описати кружница. Другим речима, четвороугао је тетивни ако су му сва темена тачке неког круга. Назив тетиван потиче од особине да свака страница таквог четвороугла јесте тетива у том кругу.
Четвороуглови који су тетивни су: квадрат, правоугаоник и једнакокраки трапез. Делтоид је тетивни ако има два права угла.
Четвороуглови за које сигурно знамо да се око њих не могу описати кругови (нису тетивни) су паралелограм и ромб.
Основна особина тетивног четвороугла:
Четвороугао је тетиван ако и само ако се симетрале његових страница секу у једној тачки.
Такође значајна особина:
Четвороугао је тетиван ако и само ако је збир свака два наспрамна угла једнак 180° (наспрамни углови су суплементни).
{\displaystyle \,\alpha +\gamma =180^{\circ }}
{\displaystyle \,\beta +\delta =180^{\circ }}
што се види са слике на којој је приказан централни и периферни угао над дијагоналама. (Сл. 2) Из овога следи да је сваки четвороугао који има два наспрамна права угла тетиван.
Четвороугао у који се истовремено може уписати и описати круг се зове тетивно-тангентни четвороугао или бицентрични четвороугао.

## Неке особине тетивног четвороугла
Површина тетивног четвороугла са страницама {\displaystyle a,\,b,\,c,\,d} се може изразити помоћу полуобима {\displaystyle s\,}, где је
{\displaystyle s={\frac {a+b+c+d}{2}}}
формулом која се зове Брамагуптина формула:
{\displaystyle P={\sqrt {(s-a)(s-b)(s-c)(s-d)}}}
или формулом у којој се појављују странице четвороугла и полупречник описаног круга {\displaystyle R\,}
{\displaystyle P={\frac {1}{4R}}{\sqrt {(ab+cd)(ac+bd)(ad+bc)}}}.
Уколико су дијагонале овог четвороугла {\displaystyle e\,} и {\displaystyle \,f} (Сл. 1), тада се површина може изразити формулама
{\displaystyle P={\frac {e\cdot (ab+cd)}{4R}}={\frac {f\cdot (ad+bc)}{4R}}},
где се дијагонале рачунају помоћу формула
{\displaystyle e={\sqrt {\frac {(ac+bd)(ad+bc)}{ab+cd}}}} и {\displaystyle f={\sqrt {\frac {(ab+cd)(ac+bd)}{ad+bc}}}}.
Дијагонале тетивног четвороугла се секу у тачки {\displaystyle P\,} (Сл. 1), а однос између делова дијагонале се изражава формулом
{\displaystyle {\overline {AB}}\cdot {\overline {CD}}+{\overline {BC}}\cdot {\overline {DA}}={\overline {AC}}\cdot {\overline {BD}}}.
Птолемејева теоремаАко су {\displaystyle a,\,b,\,c,\,d} странице, а {\displaystyle e\,} и {\displaystyle \,f} дијагонале тетивног четвороугла, тада је